# Ängelholms hjemstavnspark
Ängelholms hjemstavnspark (sv. Ängelholms hembygdspark) er en lokalhistorisk park i Ängelholm i det nordvestlige Skåne. 

## Om parken
Ängelholms hjemstavnspark har årligt omkring 300.000 besøgende[kilde mangler]. I parken findes museer, et værtshus, grillpladser og en legeplads. Der findes også en mindre zoo med blandt andet dådyr, skrueged (asiatisk vildged, Capra falconeri), grise, høns, fasaner og kaniner.
Området hvor parken ligger − som frem til begyndelsen af 1700-tallet mest lignede en sandørken − blev i begyndelsen af 1900-tallet overdraget til "Ängelholms Hembygdsförening". En af initiativtagerne til parken, og en af dem som arbejdede mest målrettet med at få parken indrettet, var Malte Liewen Stierngranat, en svensk læderfabrikant (1871-1960). 
Parken blev indviet den 1. maj 1935. Det sydøstre hjørne af området husede det første parkanlæg. Gennem Stierngranat kom en kopi af Carl Eldhs skulptur Mor til parken og pryder nu "Stierngranats plads". Senere blev parken udbygget med fugledam, stier samt et par vænger, indhegnede græsarealer. Parken blev indhegnet med jord- og stengærder. De første dyr på stedet var fire dådyr fra "Slottsskogen" i Göteborg.

## Museer
- Luntertunstuen fra 1673.
- Den grönvallske gård opført 1817 og flyttet til parken 1994. Vilhelm Grönvall med familie boede på gården i begyndelsen af 1900-tallet.
- Klokkestabel fra Vittaryd i Småland med malerier fra bibelhistorien, af kunstneren Pär Siegård.
- Det tekniske museum opført 1992-1993
- Skolemuseet opført 2000-2001.
- Lædermuseet med blandt andet maskiner fra Grönvalls læderfabrik samt våben og tøj fra Ängelholms husarer ("Kronprinsens husarregemente"), indviet 2008.

## Friluftsteater
I parken findes en større og en mindre udendørsscene. Den store anvendes om sommeren ofte til friluftsteater.